# Allium narcissiflorum
Allium narcissiflorum là một loài thực vật có hoa trong họ Amaryllidaceae. Loài này được Vill. mô tả khoa học đầu tiên năm 1779.

## Hình ảnh

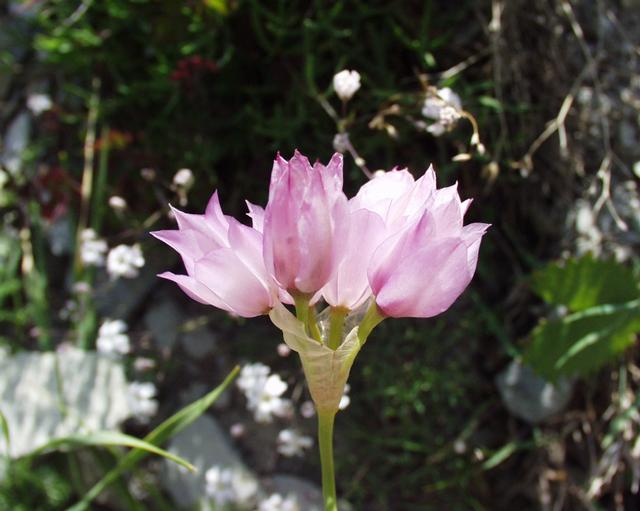
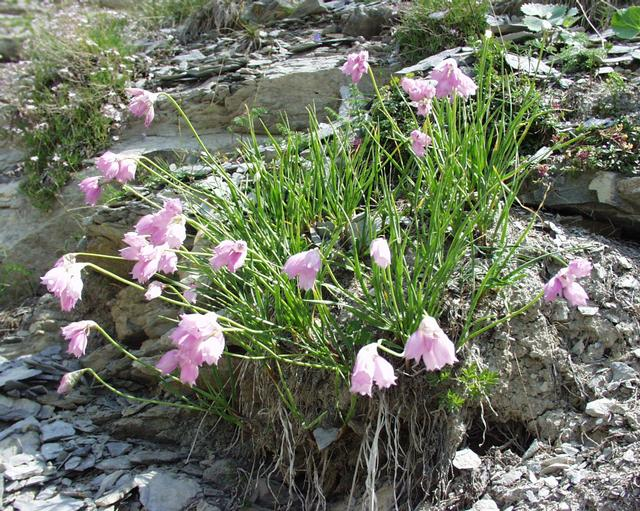
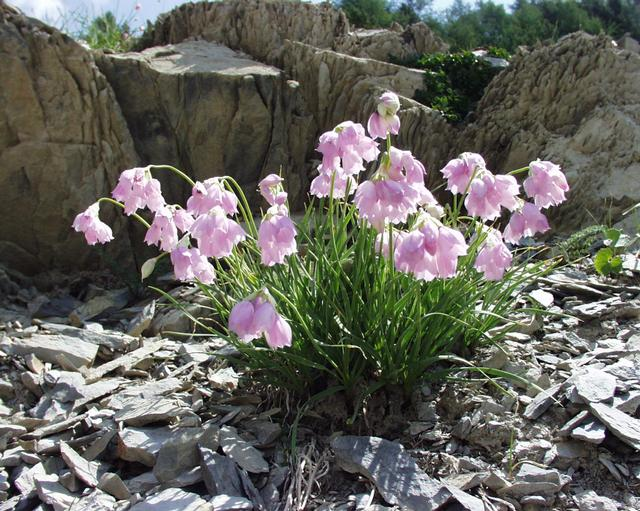